# Typhula quisquiliaris
Typhula quisquiliaris är en svampart som först beskrevs av Elias Fries, och fick sitt nu gällande namn av Henn. 1896. Typhula quisquiliaris ingår i släktet Typhula och familjen trådklubbor.  Arten är reproducerande i Sverige. Inga underarter finns listade i Catalogue of Life.